# Haploisotoma ventanensis
Haploisotoma ventanensis är en urinsektsart som beskrevs av Izarra 1965. Haploisotoma ventanensis ingår i släktet Haploisotoma och familjen Isotomidae. Inga underarter finns listade i Catalogue of Life.